# 필리프 필리포프
필리프 필리포프(영어: Filip Filipov, 1971년 1월 31일 ~ )는 불가리아 출신의 축구 선수이다. K리그에서 등록명은 필립을 사용하였으며 수비수로 활약하였다. 유공 코끼리 (현 제주 유나이티드)에 1992년 입단하여 1992 시즌-1993 시즌 두 시즌 동안 시즌 통산 13경기 0득점-0도움 (정규리그 13경기 0득점-0도움 / 리그컵 0경기 0득점-0도움)의 기록을 남겼으며 1998년 재입단을 하여 1998 시즌-1999 시즌 두 시즌 동안 시즌 통산 37경기 0득점-0도움 (정규리그 17경기 0득점-0도움 / 리그컵 20경기 0득점-0도움)의 기록을 남겼다. 불가리아 출신으로 K리그에 진출한 첫번째 선수이다.